# Бондаренко Іван Купріянович
Бондаренко Іван Купріянович (29 листопада 1938 - 5 квітня 2015) - радянський, український підприємець, громадський діяч

## Життєпис
Народився 29.11.1938 року в с. Малютинці Пирятинського району, Полтавської області.
Трудову діяльність розпочав в 1954 році колгоспником в колгоспі ім.Фрунзе. З 1956 працював вибійником шахти 1-4 тресту «Краснодонвугілля». З 1959 року - водій радгоспу Пирятинського району. З 1961 навчався в Хорольському технікумі механізації сільського господарства. Після його закінчення до 1991 року працював на комсомольській і партійній роботі в Хорольському районі. В 1974 закінчив Полтавський сільськогосподарський інститут.
З 1992 року працював директором, а з 1997 р. - головою правління ВАТ «Хорольська механізована пекарня». З 2006 року голова наглядової ради акціонерного товариства.
Обирався депутатом Полтавськоъ обласної ради. Неодноразово обирався членом виконавчого комітету Хорольської міської ради. 
Помер 5 квітня 2015 року. Похований на центральному цвинтарі міста Хорол.

## Відзнаки
- Заслужений працівник сільського господарства України.
- Почесний громадянин м. Хорола (рішення № 39 сесії міської ради № 305 від 28.11.2008 р.)